# Култума Отемисулы
Култума Отемисулы (1860, а. Жартытобе, Акмолинский округ, Область Сибирских Киргизов, Российская империя — 1915, там же) — казахский акын, певец, композитор.

## Биография
Родился в 1860 году в ауле Жартытобе (ныне — Нуринский район Карагандинской области).
Происходит из подрода альке рода куандык племени аргын.
Преемник Биржан сала, Акан сери, воспитан в лучших традициях песеннего искусства. Култума неоднократно вступал в айтысы с мастерами слова Шоже и Орынбаем. Общался с такими певцами, как Кемпирбай, Жаяу Муса, Канапия, Укили Ыбырай, Газиз, Иманжусип, Шашубай, Балуан Шолак и др. Широкой известностью пользуются песни «Шабыт шақыру», «Билер жөнінде», «Өмір туралы», «Қарттық жөнінде», «Термелер», «Бір ақынға». В народе распространены «Үш көтерме», «Тау қиялаи», «Пау-ой», «Шайқалма», «Дәңбек», «Жамал-Шамшид», «Демалыс» и др. Айтысы Култума опубликованы в сборнике «Айтыс» (1965).